# Tauras Skripkauskas
Tauras Skripkauskas född 15 november 1986 i Vilnius, Litauiska SSR, Sovjetunionen, är en litauisk basketspelare i Södertälje BBK.
Skripkauskas, som är en 198 cm lång forward, spelade för College of Charleston 2006-2009. Efter fyra år i Charleston, South Carolina flyttade han hem till Litauen och var med i truppen för litauiska ligafemman Šiauliai under försäsongen 2010/2011. Han kom till Södertälje Kings hösten 2010 som ersättare för Kim Palmqvist som skadade sig i en försäsongsmatch. Då hans kontrakt löpte ut den 28 februari 2011 valde Kings att inte förlänga det.